# Capilla Conmemorativa Evans
La Capilla Conmemorativa Evans
 (en inglés: Evans Memorial Chapel) es una histórica capilla en el campus de la Universidad de Denver, en Colorado, Estados Unidos.
Terminada en 1878 en el centro de Denver, la Capilla conmemorativa de Evans fue construida por el gobernador John Evans (fundador de la Universidad de Denver) en honor a su hija Josephine, que había muerto diez años antes. Fue comprada por la Universidad de Denver (DU) más adelante en el año 1958 como parte de una adquisición de tierras. En 1960, el edificio histórico fue trasladado piedra a piedra a su actual ubicación en el campus universitario. Actualmente, la capilla no tiene ninguna afiliación religiosa específica. Es ampliamente utilizada para celebrar bodas durante todo el año y las actividades religiosas que manejan los estudiantes durante el curso académico.